# Metropolitan (pel·lícula de 1990)
Metropolitan és una pel·lícula estatunidenca dirigida per Whit Stillman, estrenada l'any 1990. Ha estat doblada al català.
Es tracta del primer llargmetratge del director. El film va ser nominat a l'Oscar al millor guió original i va guanyar el premi la millor òpera prima 1990 del Cercle de Crítics de Nova York.

## Argument
Un grup de joves benestants de la novaiorquesa Park Avenue es reuneix per les nits per jugar al bridge o teoritzar sobre la lluita de classes. Tom Townsend, de l'Upper West Side, és un antic conegut que viu de manera més modesta, tant que ha gastat els pocs diners que té en el lloguer d'un esmòquing per assistir a una de les festes dels seus antics companys.

## Repartiment
- Carolyn Farina: Audrey Rouget
- Edward Clements: Tom Townsend
- Chris Eigeman: Nick Smith
- Taylor Nichols: Charlie Black
- Allison Parisi: Jane Clarke
- Dylan Hundley: Sally Fowler
- Isabel Gillies: Cynthia McLean